# Sitticus godlewskii
Sitticus godlewskii är en spindelart som först beskrevs av Kulczynski 1895.  Sitticus godlewskii ingår i släktet Sitticus och familjen hoppspindlar. Inga underarter finns listade i Catalogue of Life.